# Đại số tuyến tính

Trong không gian Euclide ba chiều, ba mặt phẳng này biểu diễn các nghiệm của phương trình tuyến tính, và giao tuyến của chúng biểu thị tập các nghiệm chung: trong trường hợp này là một điểm duy nhất. Đường màu xanh lam là nghiệm chung cho hai phương trình này.

Đại số tuyến tính là một nhánh của toán học liên quan đến các phương trình tuyến tính như:
{\displaystyle a_{1}x_{1}+\cdots +a_{n}x_{n}=b,}
ánh xạ tuyến tính như:
{\displaystyle (x_{1},\ldots ,x_{n})\mapsto a_{1}x_{1}+\ldots +a_{n}x_{n},}
và biểu diễn của chúng trong không gian vectơ và thông qua ma trận.
Đại số tuyến tính là trung tâm của hầu hết các lĩnh vực toán học. Ví dụ, đại số tuyến tính là cơ bản trong các bài thuyết trình hiện đại về hình học, bao gồm cả việc xác định các đối tượng cơ bản như đường thẳng, mặt phẳng và phép quay. Ngoài ra, giải tích hàm, một nhánh của giải tích toán học, về cơ bản có thể được xem là ứng dụng của đại số tuyến tính vào không gian của các hàm.
Đại số tuyến tính cũng được sử dụng trong hầu hết các ngành khoa học và lĩnh vực kỹ thuật, vì nó cho phép mô hình hóa nhiều hiện tượng tự nhiên và tính toán hiệu quả với các mô hình như vậy. Đối với các hệ thống phi tuyến, không thể được mô hình hóa bằng đại số tuyến tính, nó thường được sử dụng để xử lý các phép xấp xỉ bậc nhất, do thực tế là vi phân của một hàm đa biến tại một điểm là ánh xạ tuyến tính gần đúng nhất của hàm gần điểm đó.
Đại số tuyến tính được sử dụng nhiều trong toán học, như trong đại số đại cương, giải tích hàm, hình học giải tích... để giải các bài toán như phép quay trong không gian, nội suy bình phương nhỏ nhất, nghiệm của hệ phương trình vi phân, tìm đường tròn qua ba điểm... Nó cũng có vô vàn ứng dụng trong khoa học tự nhiên (vật lý, công nghệ...) và khoa học xã hội (kinh tế...), vì các mô hình phi tuyến tính hay gặp trong tự nhiên và xã hội thường có thể xấp xỉ bằng mô hình tuyến tính.

## Lịch sử
Quy trình giải các phương trình tuyến tính đồng thời, ngày nay được gọi là phép khử Gauss xuất hiện trong văn bản toán học Trung Quốc cổ đại Chương 8: Mảng chữ nhật trong Cửu chương toán thuật. Việc sử dụng nó được minh họa trong 18 bài toán, với 2 đến 5 phương trình.
Hệ phương trình tuyến tính phát sinh ở châu Âu với sự ra đời năm 1637 hệ tọa độ trong hình học do René Descartes đưa ra. Thực tế, trong hình học mới này, ngày nay được gọi là hình học Descartes, các đường thẳng và mặt phẳng được biểu diễn bằng các phương trình tuyến tính, và việc tính toán các giao điểm của chúng biến thành việc giải các hệ phương trình tuyến tính.
Các phương pháp hệ thống đầu tiên để giải hệ thống tuyến tính sử dụng các định thức, được Leibniz xem xét lần đầu tiên vào năm 1693. Năm 1750, Gabriel Cramer sử dụng chúng để đưa ra các giải pháp rõ ràng của hệ thống tuyến tính, ngày nay được gọi là quy tắc Cramer. Sau đó, Gauss mô tả thêm phương pháp loại trừ, phương pháp này ban đầu được coi là một tiến bộ trong ngành trắc địa.
Năm 1844, Hermann Grassmann xuất bản "Lý thuyết mở rộng" bao gồm các chủ đề mới cơ bản về cái mà ngày nay được gọi là đại số tuyến tính. Năm 1848, James Joseph Sylvester đưa ra thuật ngữ ma trận.
Đại số tuyến tính phát triển với những ý tưởng được ghi nhận trong mặt phẳng phức. Ví dụ: hai số {\displaystyle w} và {\displaystyle z} trong {\displaystyle \mathbb {C} } có sự khác biệt {\displaystyle w-z}, và các đoạn thẳng {\displaystyle {\overline {wz}}} và {\displaystyle {\overline {0(w-z)}}} có cùng chiều dài và hướng. Các phân đoạn này là tương đương nhau. Hệ thống bốn chiều {\displaystyle \mathbb {H} } của các quaternion được bắt đầu vào năm 1843. Thuật ngữ vectơ được giới thiệu là {\displaystyle v=xi+yj+zk} đại diện cho một điểm trong không gian. Chênh lệch bậc bốn {\displaystyle p-q} cũng tạo ra một đoạn tương đương với {\displaystyle {\overline {pq}}.} Các hệ thống số siêu phức khác cũng sử dụng ý tưởng về một không gian tuyến tính có cơ sở.
Arthur Cayley đã giới thiệu phép nhân ma trận và ma trận nghịch đảo vào năm 1856, làm cho nhóm tuyến tính tổng quát trở nên khả thi. Cơ chế biểu diễn nhóm đã có sẵn để các nhà toán học mô tả các số phức và siêu phức. Điều quan trọng nhất là Cayley sử dụng một chữ cái duy nhất để biểu thị một ma trận, do đó coi ma trận như một đối tượng tổng hợp. Ông cũng nhận ra mối liên hệ giữa ma trận và định thức, và viết "Sẽ có nhiều điều để nói về lý thuyết ma trận này, theo tôi, có vẻ như, có trước lý thuyết về định thức".
Benjamin Peirce đã xuất bản tác phẩm Đại số liên kết tuyến tính của mình (1872), và con trai của ông là Charles Sanders Peirce đã mở rộng tác phẩm này sau đó.
Điện báo yêu cầu một hệ thống vật lý giải thích nó, và ấn phẩm năm 1873 có tên Một luận thuyết về điện và từ trường đã thiết lập một lý thuyết trường về lực và yêu cầu hình học vi phân để biểu thị. Đại số tuyến tính là hình học vi phân phẳng và phục vụ trong không gian tiếp tuyến với đa tạp. Đối xứng điện từ của không thời gian được biểu thị bằng các phép biến đổi Lorentz, và phần lớn lịch sử của đại số tuyến tính là lịch sử của các phép biến đổi Lorentz.
Định nghĩa hiện đại và chính xác hơn đầu tiên của không gian vectơ được Peano đưa ra vào năm 1888; đến năm 1900, một lý thuyết về các phép biến đổi tuyến tính của không gian vectơ hữu hạn chiều đã xuất hiện. Đại số tuyến tính có hình thức hiện đại vào nửa đầu thế kỷ XX, khi nhiều ý tưởng và phương pháp của các thế kỷ trước được khái quát hóa thành đại số trừu tượng. Sự phát triển của máy tính dẫn đến việc tăng cường nghiên cứu các thuật toán hiệu quả để loại bỏ Gaussian và phân rã ma trận, và đại số tuyến tính trở thành một công cụ thiết yếu để mô hình hóa và mô phỏng.

## Phạm vi nghiên cứu

### Không gian vectơ
Cấu trúc chính của đại số tuyến tính là các không gian vectơ. Một không gian vectơ trên trường số {\displaystyle \mathbb {F} } là một tập {\displaystyle V} kèm theo phép toán hai ngôi. Các phần tử trong {\displaystyle V} gọi là những vectơ, các phần tử trong {\displaystyle \mathbb {F} } gọi là vô hướng. Phép toán đầu tiên là phép cộng vectơ, cộng 2 vectơ {\displaystyle v} và {\displaystyle w} cho ra một vectơ thứ 3 là {\displaystyle v+w}. Phép toán thứ hai là phép nhân một vô hướng {\displaystyle a} với bất kỳ vectơ {\displaystyle v} nào và kết quả cho ra một vectơ mới {\displaystyle av}, phép toán này gọi là phép nhân vô hướng của {\displaystyle v} với {\displaystyle a}. Các phép nhân và cộng trong không gian vectơ phải thỏa mãn 8 tiên đề sau, với {\displaystyle u}, {\displaystyle v} và {\displaystyle w} là các vectơ trong tập {\displaystyle V}. {\displaystyle a} và {\displaystyle b} là các vô hướng trong trường số {\displaystyle \mathbb {F} }.
| Tiên đề                                                               | Công thức biểu diễn |
| Tính kết hợp của phép cộng                                            | {\displaystyle (u+v)+w=u+(v+w)} |
| Phần tử trung hòa của phép cộng                                       | Tồn tại một phần tử {\displaystyle 0\in V}, sao cho {\displaystyle v+0=0+v=v} với mọi {\displaystyle v\in V}.                                                         |
| Phần tử nghịch đảo của phép cộng                                      | Với mọi {\displaystyle v\in V}, tồn tại một phần tử {\displaystyle -v\in V}, gọi là phần tử nghịch đảo của {\displaystyle v}, sao cho {\displaystyle v+(-v)=(-v)+v=0} |
| Tính giao hoán của phép cộng                                          | {\displaystyle u+v=v+u} |
| Tính phân phối của một phép nhân vô hướng với một phép cộng vectơ     | {\displaystyle a(u+v)=au+av} |
| Tính phân phối của một phép nhân vô hướng với một phép cộng vô hướng  | {\displaystyle (a+b)v=av+bv} |
| Phép nhân vô hướng kết hợp với phép nhân trong trường các số vô hướng | {\displaystyle a(bv)=(ab)v} |
| Phần tử đơn vị trong phép nhân vô hướng                               | {\displaystyle 1v=v}, với {\displaystyle 1} là phần tử đơn vị của phép nhân trong trường {\displaystyle \mathbb {F} }.                                                |

### Ánh xạ tuyến tính
Cho 2 không gian vectơ {\displaystyle V} và {\displaystyle W} trên trường {\displaystyle \mathbb {F} }, một biến đổi tuyến tính (còn gọi là ánh xạ tuyến tính) là một ánh xạ:
{\displaystyle T:V\to W}
bảo toàn phép cộng và phép nhân vô hướng:
{\displaystyle T(u+v)=T(u)+T(v),\quad T(av)=aT(v)}
với mọi vectơ {\displaystyle u,v\in V} và mọi vô hướng {\displaystyle a\in \mathbb {F} }.

## Các chủ đề chính
- Định thức
- Độc lập tuyến tính
- Hệ phương trình tuyến tính
- Lý thuyết Lie
- Ma trận
- Vĩnh thức

## Giới thiệu chung
Trong trường đại học, đại số tuyến tính bắt đầu từ nghiên cứu các vectơ trong hệ tọa độ Descartes 2 chiều hoặc 3 chiều. Các vectơ là các đoạn thẳng có hướng và độ lớn. Các kết quả trong không gian 2 hoặc 3 chiều có thể được mở rộng ra cho nhiều chiều hơn, gọi tổng quát là không gian vectơ.
Không gian vectơ là một khái niệm trừu tượng của đại số trừu tượng, được định nghĩa trên một trường toán học, phổ biến trong ứng dụng là trường số thực hoặc trường số phức.
Các biến đổi tuyến tính chuyển các phần tử trong một không gian vectơ này sang không gian vectơ kia, tuân thủ phép cộng và phép nhân vô hướng. bản thân tập hợp của các biến đổi này cũng hình thành nên không gian vectơ của chính chúng.
Nếu hệ cơ sở của một không gian vectơ là cố định, mọi biến đổi tuyến tính đều có thể viết thành bảng gọi là ma trận. Việc nghiên cứu các tính chất của ma trận, như định thức và vectơ riêng là một phần quan trọng của đại số tuyến tính.
Sử dụng đại số tuyến tính có thể giải chính xác hoặc gần đúng rất nhiều bài toán, bao gồm cả các bài toán không tuyến tính. Lý do là ta luôn có thể sử dụng vi giải tích để biến các hàm không tuyến tính thành gần đúng tuyến tính ở gần những điểm quan tâm. Phương pháp này là một trong những phương pháp phổ biến nhất trong toán học ứng dụng vào khoa học và kỹ thuật.

## Một số định lý quan trọng
- Mọi không gian véc tơ đều có một hệ cơ sở.
- Một ma trận {\displaystyle A} vuông cỡ {\displaystyle n} được gọi là khả nghịch nếu tồn tại ma trận vuông {\displaystyle B} cỡ {\displaystyle n} thoả mãn {\displaystyle AB=BA=I} với {\displaystyle I} là ma trận đơn vị cùng cỡ với {\displaystyle A}.
- Với một ma trận {\displaystyle A} vuông cỡ {\displaystyle n}, các mệnh đề sau đây là tương đương (tức là luôn cùng đúng hoặc cùng sai)

1. {\displaystyle A} khả nghịch
2. {\displaystyle \det(A)\neq 0}.
3. {\displaystyle {\text{rank}}\ A=n}.
4. {\displaystyle {\text{null}}\ A=0}.
5. {\displaystyle A} không có giá trị riêng bằng {\displaystyle 0}.
6. Với mọi {\displaystyle \mathbf {b} }, {\displaystyle A\mathbf {x} =\mathbf {b} } có duy nhất một nghiệm {\displaystyle \mathbf {x} }.
7. {\displaystyle A^{T}A} khả nghịch.
8. Các hàng (hoặc cột) của {\displaystyle A} tạo nên các vectơ độc lập tuyến tính trong không gian vectơ của {\displaystyle A}.